# Marcilly-en-Villette
Marcilly-en-Villette ist eine französische Gemeinde mit 2.185 Einwohnern (Stand: 1. Januar 2022) im Département Loiret in der Region Centre-Val de Loire. Sie gehört zum Arrondissement Orléans und zum Kanton La Ferté-Saint-Aubin. Die Einwohner werden Marcillois genannt.

## Geographie
Marcilly-en-Villette liegt etwa 17 Kilometer südlich von Orléans. Am südlichen Gemeinderand entspringt der Bourillon. Umgeben wird Marcilly-en-Villette von den Nachbargemeinden Sandillon im Norden, Férolles im Nordosten, Vienne-en-Val im Osten, Ménestreau-en-Villette im Süden, La Ferté-Saint-Aubin im Südwesten sowie Saint-Cyr-en-Val im Westen und Nordwesten.

## Bevölkerungsentwicklung
| Jahr      | 1962 | 1968 | 1975 | 1982 | 1990 | 1999 | 2008 | 2018 |
| Einwohner | 954  | 833  | 1010 | 1401 | 1714 | 1900 | 1980 | 2131 |

## Sehenswürdigkeiten

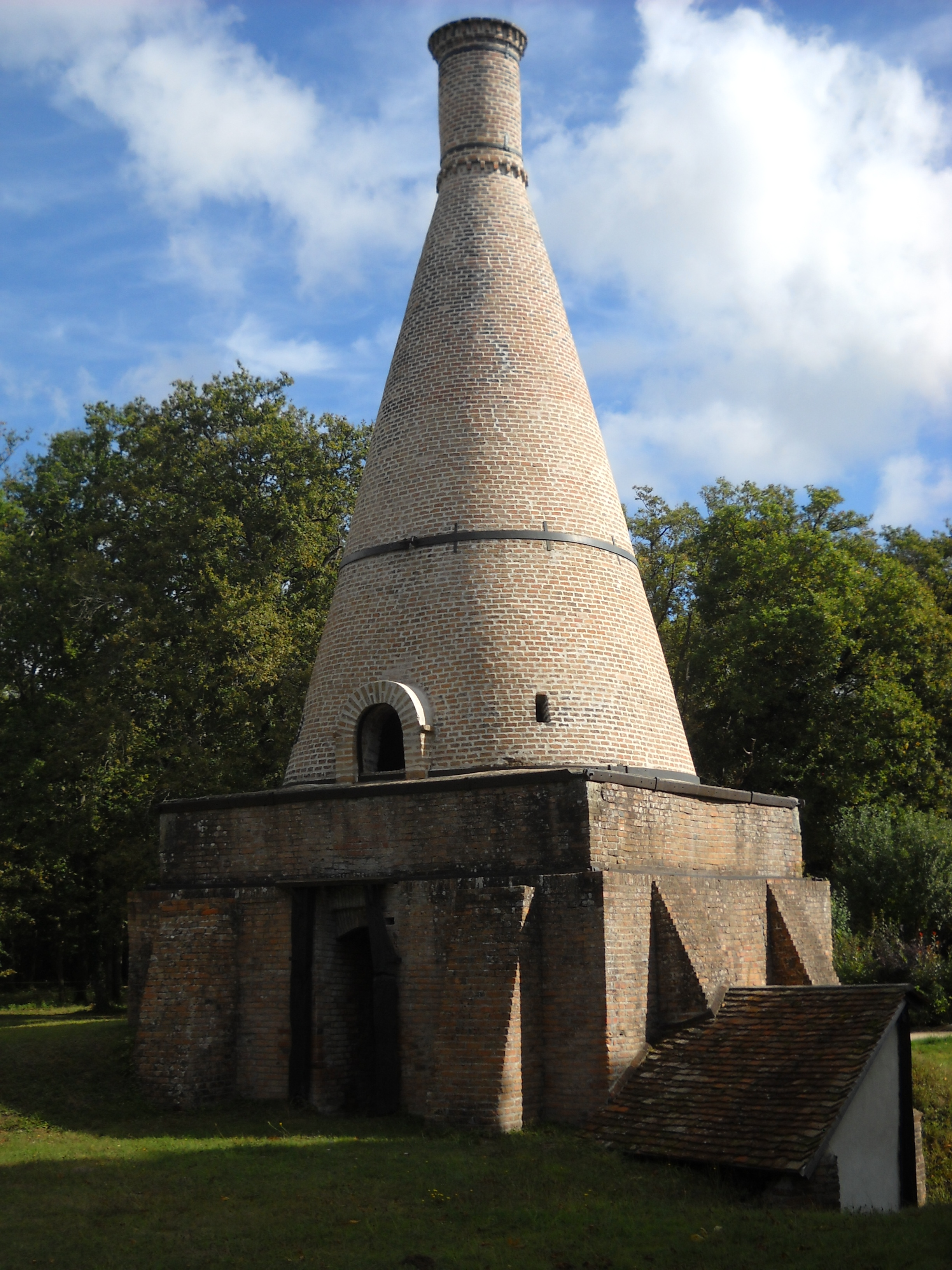
Ziegelei Alosse

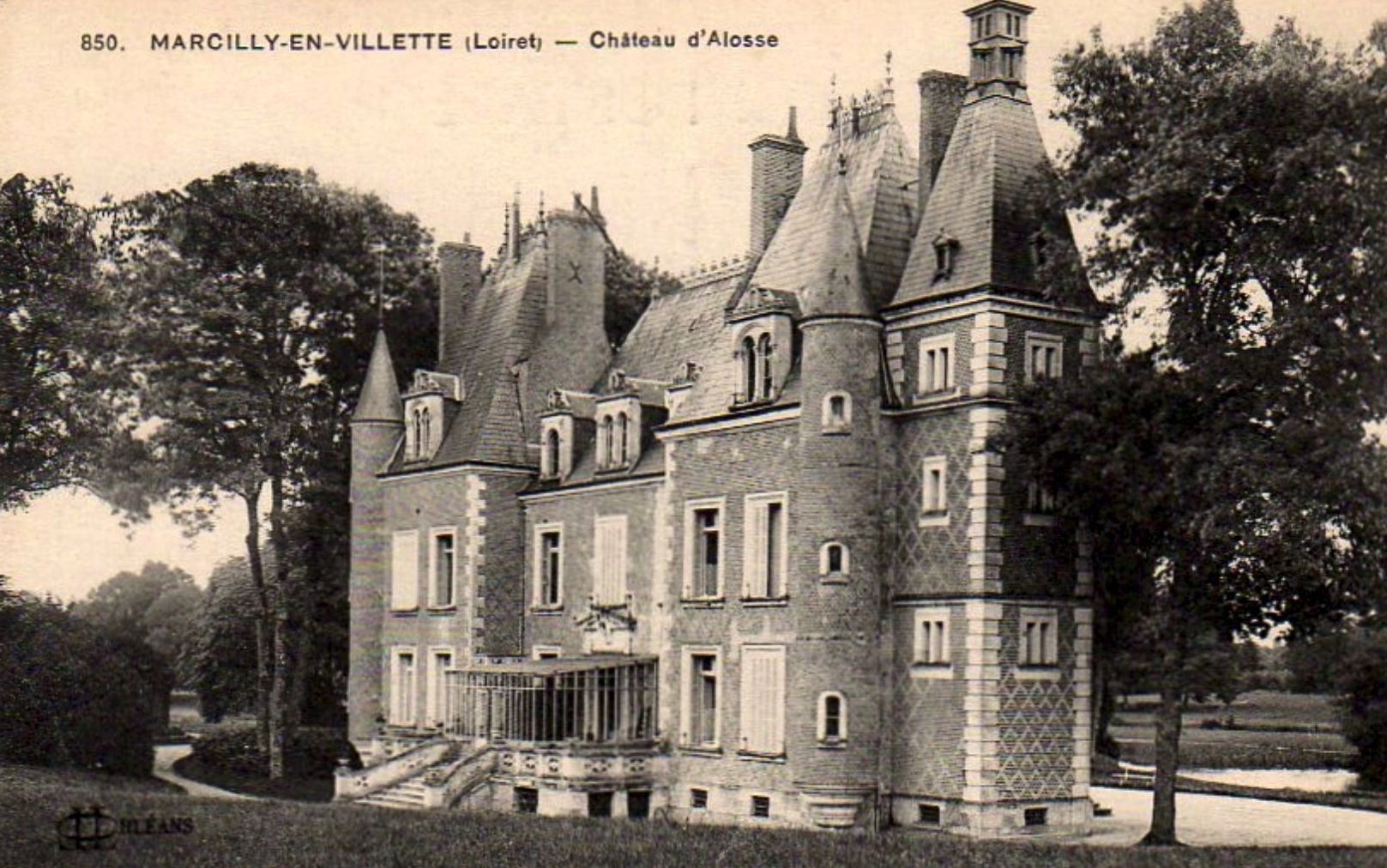
Alte Postkarte des Schlosses Alosse

- Kirche Saint-Blaise-Saint-Étienne aus dem 13. Jahrhundert
- mehrere Schlösser aus dem 19. Jahrhundert
- Alte Ziegelei Alosse, 1840 erbaut, 1934 geschlossen, seit 1988 Monument historique
- Alte Ziegelei Pontlong